# سامر برقاوي
سامر برقاوي مخرج سوري بدأ مسيرته في الدراما عام 1995، لديه العديد من المسلسلات الدرامية مثل الهيبة، نص يوم، تشيللو لو، لعبة الموت، قلبي معكم، مسلسل شبابيك.. إضافة إلى بعض الأفلام القصيرة.
حائز على العديد من الجوائز في الوطن العربي آخرها كان الموركس دور 2018 موريكس تقديري للمخرج سامر البرقاوي عن مسلسل «الهيبة».

## أعماله
- 2006[1]
  - الوزير وسعادة حرمه
- 2007
  - بنت النور
- 2008
  - بقعة ضوء ج6
- 2009
  - قلبي معكم
- 2010
  - بعد السقوط
- 2011
  - مرايا
  - فوق السقف
  - مطلوب رجال
- 2012
  - هوامير الصحراء
- 2013
  - صرخة روح (عدة مخرجين)
  - لعبة الموت (بالشراكة مع الليث حجو)
- 2014
  - لو
- 2015
  - تشيللو
- 2016
  - نص يوم
- 2017
  - الهيبة (مسلسل)
- 2018
  - الهيبة العودة (مسلسل)
- 2019
  - الهيبة الحصاد (مسلسل)
- 2020
  - الهيبة الرد (مسلسل)
- 2021
  - الهيبة جبل (مسلسل)
- 2023: الزند: ذئب العاصي (مسلسل)
- 2024: تاج (مسلسل)

## وصلات خارجية
- سامر برقاوي على موقع IMDb (الإنجليزية)
- سامر برقاوي على موقع قاعدة بيانات الأفلام العربية